# 504
504（五百四、ごひゃくよん）は自然数、また整数において、503の次で505の前の数である。

## 性質
- 504は合成数であり、約数は1, 2, 3, 4, 6, 7, 8, 9, 12, 14, 18, 21, 24, 28, 36, 42, 56, 63, 72, 84, 126, 168, 252, 504である。
  - 約数の和は1560。
  - 122番目の過剰数である。1つ前は500、次は510。
    - σ(n) ≧ 3n を満たす n とみたとき7番目の数である。1つ前は480、次は540。(ただしσは約数関数、オンライン整数列大辞典の数列 A023197)

  - 約数を24個もつ4番目の数である。1つ前は480、次は540。
  - 約数の和の平均が整数になる14番目の数である。1つ前は492、次は564。
  - 約数の積の値がそれ以前の数を上回る29番目の数である。1つ前は480、次は540。(オンライン整数列大辞典の数列 A034287)
- 504は5以外の全ての1桁の数で割り切れる最小の数である。
- 129番目のハーシャッド数である。1つ前は500、次は506。
  - 9を基とする41番目のハーシャッド数である。1つ前は450、次は513。
- 12番目のトリボナッチ数である。1つ前は274、次は927。
- 504 = 7 × 8 × 9 = 83 − 8
  - 7番目の三連続積数である。1つ前は336、次は720。
  - n = 9 のときの n!/6! の値とみたとき1つ前は56、次は5040。(オンライン整数列大辞典の数列 A001730)
- 504 = 23 × (26 − 1)
  - n = 3 のときの 2n × (2n + 3 − 1) の値とみたとき1つ前は124、次は2032。(オンライン整数列大辞典の数列 A171472)
- 504 = 23 × 32 × 7
  - 3つの異なる素因数の積で p 3 × q 2 × r の形で表せる2番目の数である。1つ前は360、次は540。(オンライン整数列大辞典の数列 A163569)
- 504 = 28 × 18
  - 完全数28の倍数である。1つ前は476、次は532。(オンライン整数列大辞典の数列 A135628)
- 4連続偶数の平方和で表せる数である。1つ前は344、次は696。
504 = 82 + 102 + 122 + 142
- 504 = 22 + 42 + 222 = 22 + 102 + 202 = 62 + 122 + 182
  - 3つの平方数の和3通りで表せる71番目の数である。1つ前は498、次は507。(オンライン整数列大辞典の数列 A025323)
  - 異なる3つの平方数の和3通りで表せる47番目の数である。1つ前は502、次は514。(オンライン整数列大辞典の数列 A025341)
- 504 = 23 + 43 + 63 + 63
  - 4つの正の数の立方数の和で表せる128番目の数である。1つ前は503、次は515。(オンライン整数列大辞典の数列 A003327)
- 504 = 6! − 63
  - n = 6 のときの n! − n 3 の値とみたとき1つ前は−5、次は4697。(オンライン整数列大辞典の数列 A007339)
- 504 = 232 − 25
  - n = 23 のときの n 2 − 25 の値とみたとき1つ前は459、次は551。(オンライン整数列大辞典の数列 A098603)
- 504 = 252 − 121
  - n = 25 のときの n 2 − 112 の値とみたとき1つ前は455、次は555。(オンライン整数列大辞典の数列 A132764)
- 504 = 272 − 225
  - n = 27 のときの n 2 − 152 の値とみたとき1つ前は451、次は559。(オンライン整数列大辞典の数列 A132772)
- 10進数4桁において完全数496の補数である。
(例.496 + 504 = 1000)
- 約数の和が504になる数は10個ある。(204, 220, 224, 246, 284, 286, 334, 415, 451, 503) 約数の和10個で表せる最小の数である。次は864。
  - このうち220と284は友愛数である。
  - 約数の和が504より小さな数で10個ある数はない。1つ前は360 (9個)、次は576 (11個)。

## その他 504 に関連すること
- プジョー・504
- アブロ 504
- レーティッシュ鉄道ABe4/4 501-504形電車
- 伊504
- 504i
- 504は、広島のプロレス団体・ダブプロレスに所属するプロレスラー。
- HTTPステータスコードではGateway Timeout（ゲートウェイサーバから応答がなくタイムアウトした。）ことを表す。
- 日本プロ野球において、衣笠祥雄・張本勲の通算本塁打数は504本である。
- 50×4は、ロックバンド・フラワーカンパニーズのスタジオ・アルバム。
- 第504重戦車大隊
- 504 × 10−2 = 5.04 は eφ の近似値である。ただし e はネイピア数、φ は黄金数。(オンライン整数列大辞典の数列 A139341)